# グレーズ (調理法)

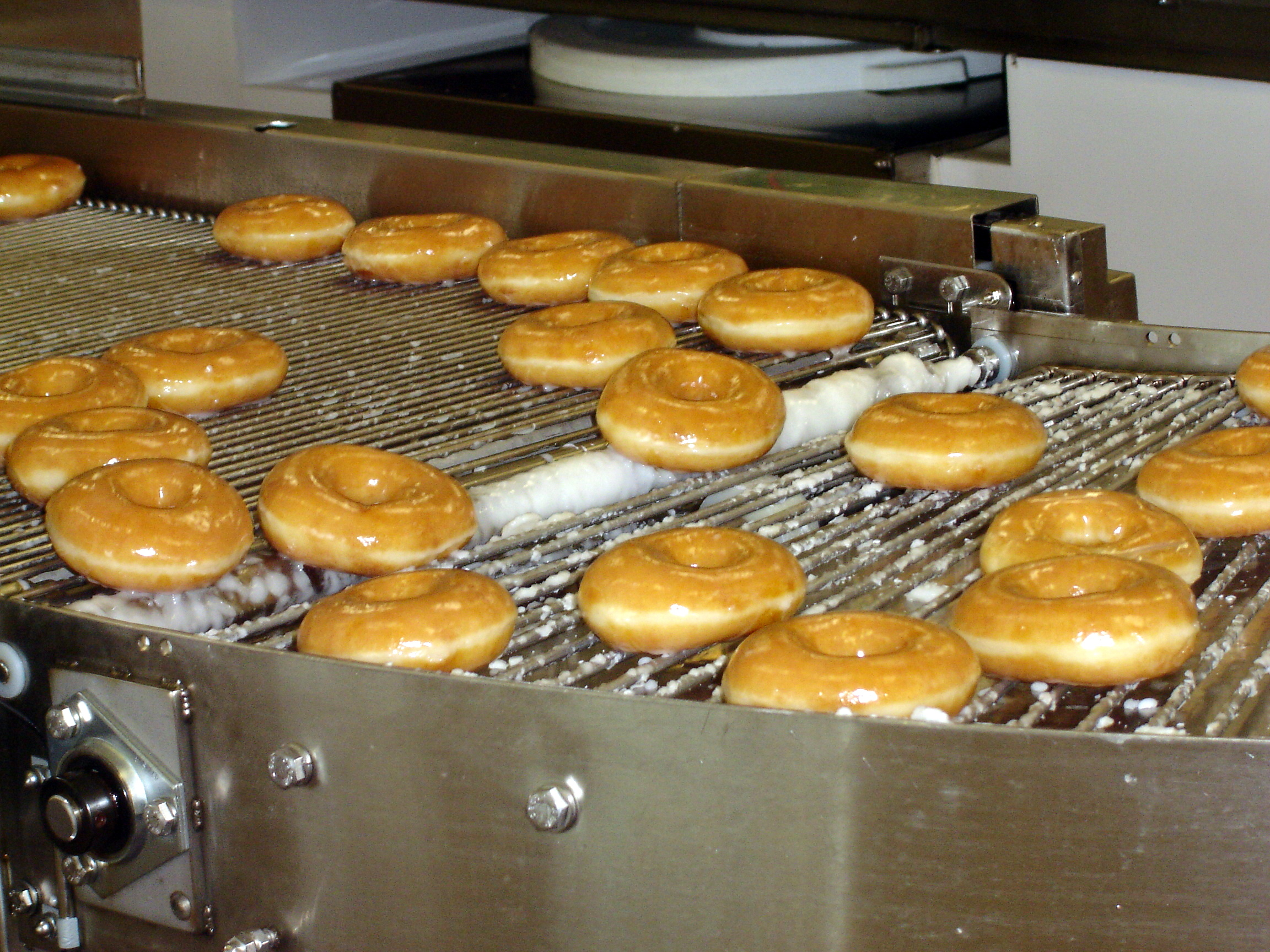
ドーナツに塗布されたばかりのグレーズ、開放型自動乾燥ラックの上で滴り落ちている

調理の世界で、グレーズ (Glaze, 釉薬) とは、菓子や料理の表面をおおっている光沢があって、半透明のコーティング (膜) のこと。グレーズ用の液を含ませたり、垂らしかけたり、ハケで塗ったりして作る。食材の種類や意図する効果によって、調理前にほどこす場合と、完成後の仕上げとしてほどこす場合がある。甘い味のものも、おかず系の味つけのものもある ( パティシエ界では、前者を「グラサージュ」と言う)。代表的なグレーズとしては、ハケで塗る卵の白身、色々な種類のアイシング、ジャム (例えば ナパージュ) などがある。時にはバター、砂糖、牛乳、オイル、果物、果汁などが使われることもある。

## 例

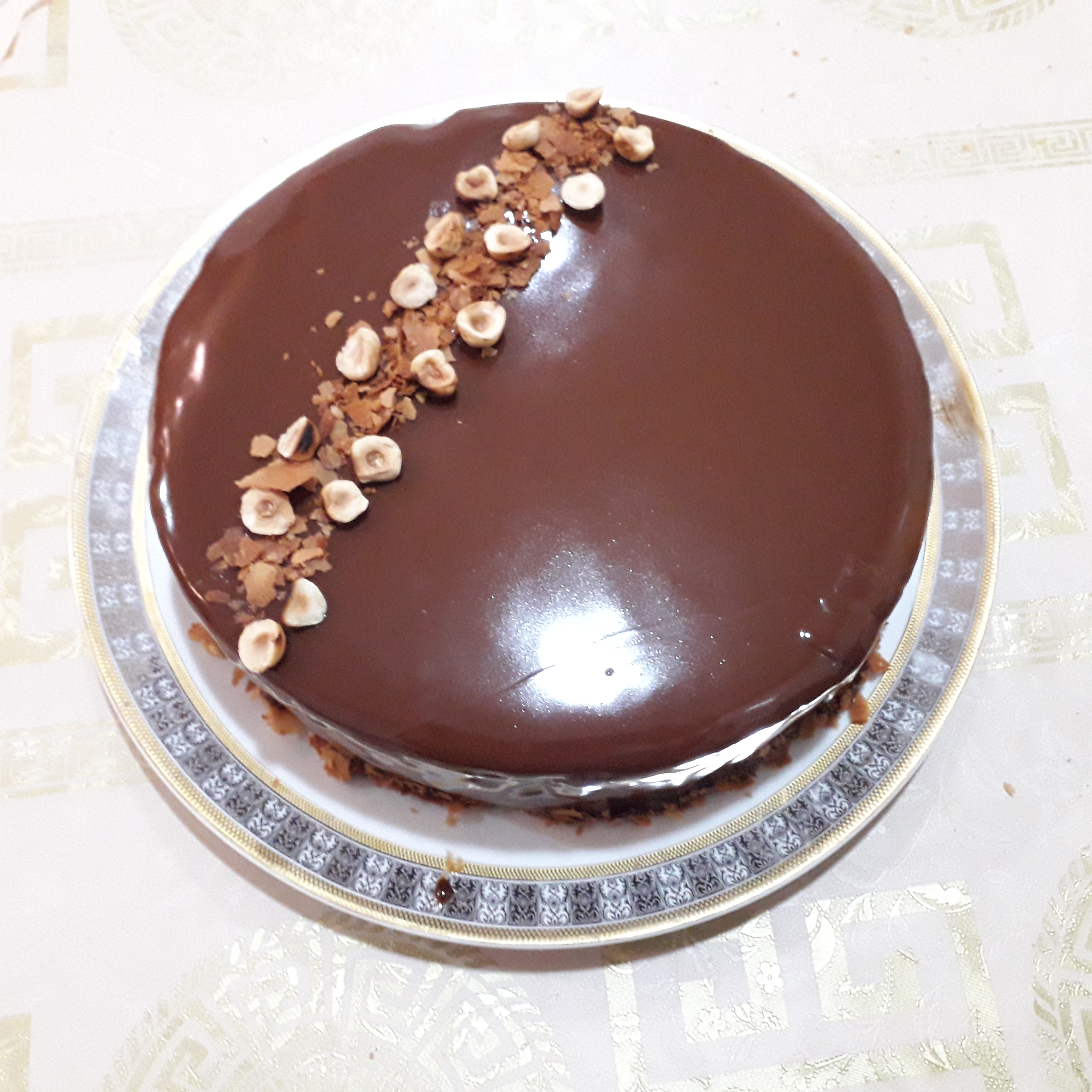
アントルメ (食後に出される甘い菓子)
の表面を飾るミラー・グレーズ

ドーナツグレーズは粉砂糖と水を混ぜただけのものをドーナツの上にかけて作る。ハケで塗った卵の白身でコーティングしたペイストリー (菓子) や、鏡のような反射が生まれるほど光沢がある「ミラー・グレーズ」をほどこしたペイストリー (菓子) もある。グレーズを作るために食用ワックスの上で転がしてキャンディや菓子をコーティングすることもある。
甘くないグレーズには、ストック (出し汁) を煮詰めて作るデミグラスソースやミート・グレーズ (meat glaze) などがあり、肉や野菜の上にかける。グレイズドハム (glazed ham) は焼く前や、焼いている途中にグレーズを塗る場合と、焼き上がった後にブラウン・シュガーなどの材料を混ぜたものをガスバーナーで熱してグレーズを作る場合がある。

## 歴史
グレーズの調理法の起源は中世のイギリスにさかのぼることができる。中世イギリスで典型的だったグレーズは「エリザベス (Elizabethan)」グレーズと呼ばれ、軽く混ぜた卵の白身と砂糖で作られており、当時は主にペイストリー (菓子) に使われていた。